# ウェリントン地方

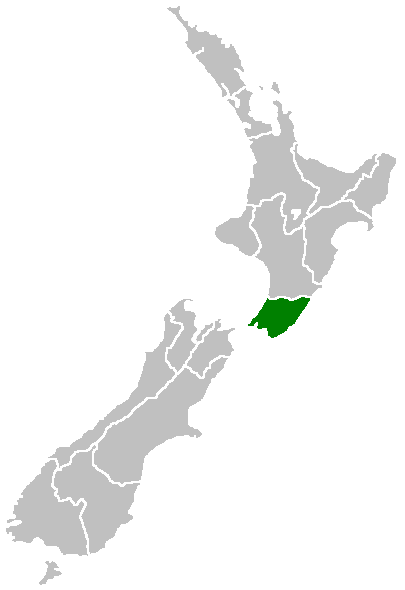
緑色の地域一帯がウェリントン地方

ウェリントン地方（ウェリントンちほう、英: Wellington Region）は、ニュージーランドの北島の南部にある。ウェリントン、アッパー・ハット、カピティ・コースト、カータートン、サウス・ワイララパ、ハット山、ポリルア、マスタートンを含む地方である。
地方の面積は8,124平方キロで、人口は約53万。

## 参考リンク
ウィキメディア・コモンズには、ウェリントン地方に関するカテゴリがあります。
1. ↑  ウェリントン地域
2. ↑  ウェリントン
3. ↑  ニュージーランド地方区分地図